# Aïssata Boudy Lam
Aïssata Boudy Lam (* 14. Dezember 1980), auch Aïssata Amadou Lam, ist eine mauretanische Fußballschiedsrichterin.
Seit 2019 steht sie auf der FIFA-Liste und leitet internationale Fußballpartien.
Beim Afrika-Cup 2022 in Marokko leitete sie ein Spiel in der Gruppenphase. In der Begegnung Kamerun gegen Sambia (0:0) verletzte sie sich und wurde in der 64. Minute durch die Vierte Offizielle Lidya Tafesse Abebe ersetzt.